# Hissène Habré
Hissène Habré, čadski politik, diktator, vojaški poveljnik in vojni zločinec, * 13. september 1942, Faya-Largeau, Francoska ekvatorialna Afrika, † 24. avgust 2021, Dakar, Senegal.

## Življenjepis
Hissène Habré se je rodil v Čadu, šolal pa se je v Franciji, kjer je leta 1971 diplomiral iz političnih ved. Svojo politično in vojaško kariero je začel v francoski kolonialni upravi v domačem Čadu, kamor se je vrnil takoj po opravljeni diplomi, kasneje pa se je pridružil uporniškim oboroženim skupinam na severu Čada. 
Mednarodni skupnosti je postal znan z ugrabitvijo treh Evropejcev leta 1974, ki jih je njegova skupina zajela v mestu Bardai na severu Čada. Štiri leta kasneje, leta 1978, je postal premier Čada, a je položaj leto kasneje izgubil. 
Julija 1975 je Libija napadla severni del Čada in ga po večletni vojni konec leta 1980 tudi okupirala. Habré, ki je bil v tem času poveljnik »Severne vojske«, je Libijce sicer že leta 1981 pregnal z zasedenega območja, vojna pa se kljub temu ni končala vse do leta 1987, ko je Čad z ameriško in francosko pomočjo dokončno premagal libijskega voditelja Gadafija.

### Predsednik
V tem času je bil Habré že predsednik Čada, saj je zmagal na predsedniških volitvah leta 1982. Po prihodu na oblast je takoj ukinil položaj ministrskega predsednika in ga združil s predsedniško funkcijo ter ustanovil dobro organizirano tajno policijo. Nastopilo je mračno obdobje zgodovine Čada. To je bil čas sistematičnega mučenja in številnih usmrtitev političnih nasprotnikov režima. V tajnih zaporih je umrlo na tisoče Habréjevih nasprotnikov in pripadnikov plemen, za katera je Habre menil, da niso naklonjena njegovemu režimu. Predvsem je obračunaval s pripadniki plemen z juga Čada, kjer je imel manj podpore kot na severu.
Organizacija Human Rights Watch je v obdobju Habrejéve vladavine potrdila genocid proti narodnostnim manjšinam. 

### Izgnanstvo in obsodba
Konec leta 1990 je Habréja z vojaškim udarom odstranil z oblasti eden izmed njegovih generalov, Idriss Déby, ki je predsednik Čada še danes. Habre je pred maščevanjem množic pobegnil v Senegal, kjer naj bi danes živel v hišnem priporu. 
V Belgiji, ki je imela med leta 1993 in 2003 splošno pristojnost za sojenja proti hudim kršitvam človekovih pravic, so proti Habréju sprožili postopek zaradi zločinov proti človeštvu, mučenja, vojnih zločinov in drugih kršitev človekovih pravic. Septembra 2005 je bil spoznan za krivega, Senegal pa zaenkrat zavrača njegovo izročitev. 

### Smrt
Habré je umrl v Senegalu 24. avgusta 2021, teden dni po svojem 79. rojstnem dnevu, in sicer po tem, ko je bil zaradi COVID-19 hospitaliziran v glavni bolnišnici v Dakarju. Teden dni prej je v zaporu zbolel. Bolezen je potrdila Habréjeva žena Fatimé Raymonne Habré. Pokopan je na muslimanskem pokopališču Yoff.